# Bradley Brooks
Bradley Brooks (Blackburn, 2000. február 20. –) angol dartsjátékos. 2016-tól a Professional Darts Corporation tagja. 2020-ban megnyerte a PDC ifjúsági világbajnokságát. Beceneve "Bam Bam".

## Pályafutása
2017-ben megnyerte a Junior Darts Corporation European Open elnevezésű tornáját, a döntőben Jarred Cole-t 6–5 arányban legyőzve. 2018-ban kivívta a UK Q School-részvételt és kétéves ProTour-kártyát is nyert azzal, hogy az utolsó napon 5–1-re legyőzte John Goldie-t.
Első profi PDC major tornáját 2018 júniusában játszotta, amikor is a Players Championship 16 elnevezésű tornán a negyeddöntőig jutott, ahol a későbbi győztes Ian White-től kapott ki.
2019 végén elvesztette a korábban szerzett ProTour-kártyáját, amelyet 2020. január 17-én ismételten elnyert azzal, hogy a Q School play-offjában 5–3-ra legyőzte az ausztrál Damon Hetát. A 2020-as ifjúsági világbajnokságon döntőbe jutott, ahol Joe Davist győzte le egy mindent eldöntő legben, ezzel pedig kivíta magának a 2021-es PDC-dartsvilágbajnokságon való részvételi jogot.
A világbajnokságon az első körben, bár nagyon meggyőzően játszott és 2–0-s szettelőnyben is volt, végül 3–2-re kikapott a holland Dirk van Duijvenbode-tól.

## Tornagyőzelmei

### PDC
PDC Development Tour
- Development Tour: 2021 (x3), 2022, 2023

PDC World Youth Championship
- World Youth Championship: 2020

### Egyéb tornagyőzelmek
- JDC European Open: 2017

## Világbajnoki szereplései

### PDC
- 2021: Első kör (vereség  Dirk van Duijvenbode ellen 2–3)
- 2022: Első kör (vereség  William Borland ellen 2–3)